# Liste des sites Natura 2000 de la Haute-Vienne
Cet article recense les sites Natura 2000 de la Haute-Vienne, en France.

## Statistiques
La Haute-Vienne compte 13 sites classés Natura 2000. 12 bénéficient d'un classement comme site d'intérêt communautaire (SIC), 1 comme zone de protection spéciale (ZPS).

## Liste
| Site                                                           | Type | Superficie (ha) | Fiche     | Coordonnées                      | Photo |
| -------------------------------------------------------------- | ---- | --------------- | --------- | -------------------------------- | ----- |
| Étang de la Pouge                                              | SIC  | +00225,         | FR7401138 | 45° 47′ 20″ nord, 0° 56′ 14″ est |       |
| Étangs du nord de la Haute-Vienne                              | SIC  | +00172,         | FR7401133 | 46° 18′ 59″ nord, 1° 12′ 14″ est |       |
| Forêt d'Épagne                                                 | SIC  | +00439,         | FR7401149 | 45° 55′ 49″ nord, 1° 36′ 33″ est |       |
| Haute vallée de la Vienne                                      | SIC  | +01 318,        | FR7401148 | 45° 45′ 28″ nord, 1° 40′ 10″ est |       |
| Landes et zones humides autour du lac de Vassivière            | SIC  | +00798,         | FR7401145 | 45° 48′ 37″ nord, 1° 54′ 31″ est |       |
| Mine de Chabannes et souterrains des monts d'Ambazac           | SIC  | +00692,         | FR7401141 | 45° 57′ 26″ nord, 1° 21′ 35″ est |       |
| Pelouses et landes serpentinicoles du sud de la Haute Vienne   | SIC  | +00228,         | FR7401137 | 45° 34′ 56″ nord, 1° 24′ 13″ est |       |
| Réseau hydrographique de la Haute Dronne                       | SIC  | +02 118,        | FR7200809 | 45° 34′ 15″ nord, 0° 52′ 24″ est |       |
| Ruisseau de Moissannes                                         | SIC  | +0 0007,        | FR7401142 | 45° 51′ 51″ nord, 1° 34′ 11″ est |       |
| Tourbière de la source du ruisseau des Dauges                  | SIC  | +00214,         | FR7401135 | 46° 00′ 52″ nord, 1° 25′ 03″ est |       |
| Vallée de la Gartempe sur l'ensemble de son cours et affluents | SIC  | +03 560,        | FR7401147 | 46° 07′ 39″ nord, 1° 15′ 21″ est |       |
| Vallée du Taurion et affluents                                 | SIC  | +05 000,        | FR7401146 | 45° 59′ 51″ nord, 1° 47′ 38″ est |       |
| Plateau de Millevaches                                         | ZPS  | +65 974,        | FR7412003 | 45° 42′ 50″ nord, 1° 59′ 20″ est |       |